# 高宮智
高宮智（1975年4月12日—）是日本的少女漫畫家。連載於小學館發行的少女漫畫誌《Ciao》、《ChuChu》、《Cheese!》及相關雜誌。在神奈川縣出生。
25歲獲得銀賞。在2001年發表「天使墜落」（刊載於2001年《Ciao》6月增刊號）。
目前活躍於ChuChu。
除了漫畫以外，也為小學館Palette文庫的同性戀小說插畫。書法七段。漫画作品中，幻想的作品較多。

## 人物
- 興趣：看書、看漫畫、看電視、玩電動、吃東西。
- 覺得手太小不太方便做的事：彈鋼琴時、打籃球時、玩電玩遊戲時。常常抓不到，或是碰不到。

## 作品一覽
連載中
- 結婚ガチャ（小學館《＆ Flower》2020年34号～連載中）※不定期連載

已完結

### 過去連載漫畫
- 秘密之吻（日语：おとぎ話で秘密のキス）（2003年、小學館《Ciao》2003年8月号～10月号、全1巻）、長鴻出版社
  - 收錄

「嘴唇似燈的熱」（日语：唇に灯る熱）（《Ciao》2003年2月号・別冊付録）
「王子打野狼」（日语：王子ときどきオオカミ）（《Ciao》2002年10月号）
「胸上響起你的聲音」（日语：胸に響くは君の音）（小學館《Ciao Deluxe》2003年秋的增刊號）
- HEAVEN'S WILL 驅魔美男（日语：HEAVEN'S WILL）（2006年、小學館《ChuChu（日语：ChuChu）》2006年1月号～4月号、全1巻）、長鴻出版社
  - 收錄「還給你的楽園」（日语：いつか君が還る楽園）（《ChuChu》2005年秋号）
- 我的 + 魔法靈藥（日语：わたしの+おくすり）（2006年、小學館《ChuChu》2006年7月号～11月号、全1巻）、長鴻出版社
- 戒指中的王子（日语：くすりゆびひめ）（2007年、小學館《ChuChu》2007年1月号～5月号、全1巻）、長鴻出版社
- Fullmoon Joker - 滿月鬼牌（日语：フルムーンジョーカー）（2007年、小學館《ChuChu》2007年7月号～11月号、全1巻）、長鴻出版社
- 送別天使（日语：ソラオト）（2008年、小學館《ChuChu》2008年3月号～9月号、全2巻）、長鴻出版社
  - 收錄「ハネオト」（《chuchu》2008年1月号）
- 音符降臨的夜空下（日语：今宵音降る空の下）（2009年、小學館《ChuChu》2009年6月号～9月号、全1巻）、長鴻出版社
- SｘM～主僕關係～（日语：S×M）（2010年、小學館、全1巻）、長鴻出版社
  - 收錄「S×M」（小學館《Cheese!增刊》2010年3月号）、「祓いますけど何か？」（《ChuChu》2009年12月号～2010年2月号）
- 會錯意公主和說謊的我（日语：かんちがい姫と嘘つき僕）（2011年、小學館《Cheese!》2010年9、11月号→《Cheese!增刊》2010年11、2011年1月号、全1巻）、長鴻出版社
- Bloody Folklore～血色傳說～（日语：ブラッディー フォークロア）（2012年、小學館《Cheese!》2011年9月号～11月号、全1巻）、長鴻出版社
  - 收錄「ヒメノコトノハ」（《Cheese!增刊》2010年7月号）、「お言葉ですが、お嬢様」（Bloody Folklore番外編）（《Cheese!增刊》2011年3月号）
- 衝突戀人（日语：コンフリクト・ラバー）（2012年、小學館《Cheese!增刊》2012年3月号～5月号、全1巻）、長鴻出版社
  - 收錄「不埒が致死量」（《Cheese!增刊》2011年5月号）、「茨の冠」（《Cheese!》2010年5月号）
- 殉血 Lovers（日语：殉血LOVERS）（2012～2013年、小學館《Cheese!》2012年9月号～2013年4月号、全2巻）、長鴻出版社
- 狐仙大人與我。（日语：キツネ様とわたし。）（2013年、小學館《Cheese!增刊》2013年5月号～9月号、全1巻）、長鴻出版社
- 是忍者！（日语：しのばずの!）（2013年、小學館《Cheese!增刊》2013年11月号～2014年4月号、全1巻）、長鴻出版社
- 紫織大小姐被虐中。（日语：紫織お嬢様は虐げられる。）（2015年、小學館《Cheese!增刊》2015年1月号～5月号、全1巻）、長鴻出版社

### 短篇集
- 公主的騎士（日语：お姫様のレシピ）（2002年、小學館、全1巻）、長鴻出版社
  - 「公主的王子」（日语：お姫様のレシピ）（小學館《ChuChu（日语：ChuChu）》2002年夏号）
  - 「天使墜落」（小學館《Ciao Deluxe（日语：ちゃおデラックス）》2001年初夏的增刊號・初次出道的作品）
  - 「月的光 戀的輝光」（日语：月の光 恋の輝き）（小學館《Ciao》2001年11月号）
  - 「愛情的節目」（日语：恋するプログラム）（《Ciao Deluxe》 2002年冬的增刊號）
  - 「芬芳接吻的愛情」（日语：キスで香る恋）（《Ciao Deluxe》 2002年春的增刊號）
- 飛舞戀花（日语：恋の花 散る降る）（2003年、小學館、全1巻）、長鴻出版社
  - 「散落戀花」（日语：恋の花 散る降る）（《Ciao Deluxe》2002年秋的增刊號）
  - 「結束的花」（日语：約束の花）（《ChuChu》2003年春号）
  - 「純愛激鬥三角樂器」（日语：純愛激闘トライアングル）（《Ciao》2003年1月号）
  - 「Butterfly Snow」（《Ciao Deluxe》2003年春号）
  - 「裸足的人魚姫」（日语：裸足の人魚姫）（《Ciao Deluxe》2003年初夏号）
- 黑貓愛組曲（日语：黒猫恋愛組曲）（2004年、小學館、全1巻）、長鴻出版社
  - 「黒貓戀愛組曲」（日语：黒猫恋愛組曲）（《Ciao Deluxe》2004年夏的增刊號）
  - 「記憶的森」（日语：記憶の森）（《Ciao Deluxe》2001年夏的增刊號）
  - 「盛夏銀夢」（日语：真夏の銀の夢）（《Ciao Deluxe》2002年夏的增刊號）
  - 「冰的熱度」（日语：氷の熱度）（《ChuChu》2003年夏号）
  - 「時色迷宮」（《Ciao Deluxe》2004年冬的增刊號）
- 惡魔之吻（日语：悪魔のくちづけ）（2005年、小學館、全1巻）、長鴻出版社
  - 「惡魔之吻」（日语：悪魔のくちづけ）（《ChuChu》2004年夏号）
  - 「愛睡覺的地方」（日语：恋の眠る場所）（《Ciao Deluxe》2004年春的增刊號）
  - 「嘴唇上戀印」（日语：唇に恋印）（《ChuChu》2004年春号）
  - 「戀色飄動」（日语：恋色ひらひら）（《Ciao Deluxe》2004年秋的增刊號）
  - 「Lesson」（《Ciao Deluxe》2005年冬的增刊號）

短篇
- 「love breath」（《ChuChu》 2005年春号）
- 「成為愛情主角的方法」（日语：恋の主役になる方法）（《Ciao Deluxe》2005年初夏号）
- 「Black mark」（《ChuChu》 2005年初夏号）
- 「愛的天秤」（日语：愛の天秤）（《ChuChu》 2005年夏号）

## 外部連結
- STRANGE+PARADISE （页面存档备份，存于） - 高宮智個人網站